# Sam Vokes
Samuel Michael Vokes, més conegut com a Sam Vokes (Southampton, Anglaterra, 21 d'octubre de 1989) és un futbolista gal·lès d'origen anglès que juga com a davanter al Burnley FC de la Football League Championship d'Anglaterra i per a la selecció nacional de Gal·les.
Vokes va iniciar la seva carrera professional amb l'AFC Bournemouth de la Football League One anglesa, debutant el 2006. La seva gran forma el va portar al Wolverhampton Wanderers FC de la Football League Championship en 2008, on va contribuir en la promoció de l'equip a la Premier League en la temporada 2008-2009. No obstant això, el poc temps de joc el va portar a una sèrie de cessions entre 2009 i 2012 que va incloure al Leeds United FC, Bristol City, Sheffield United, Norwich City, Burnley i Brighton & Hove Albion, fins que el 31 de juliol de 2012 va signar un contracte de tres anys amb el Burnley, en aquells dies equip de la Football League Championship.